# Klon ściętolistny

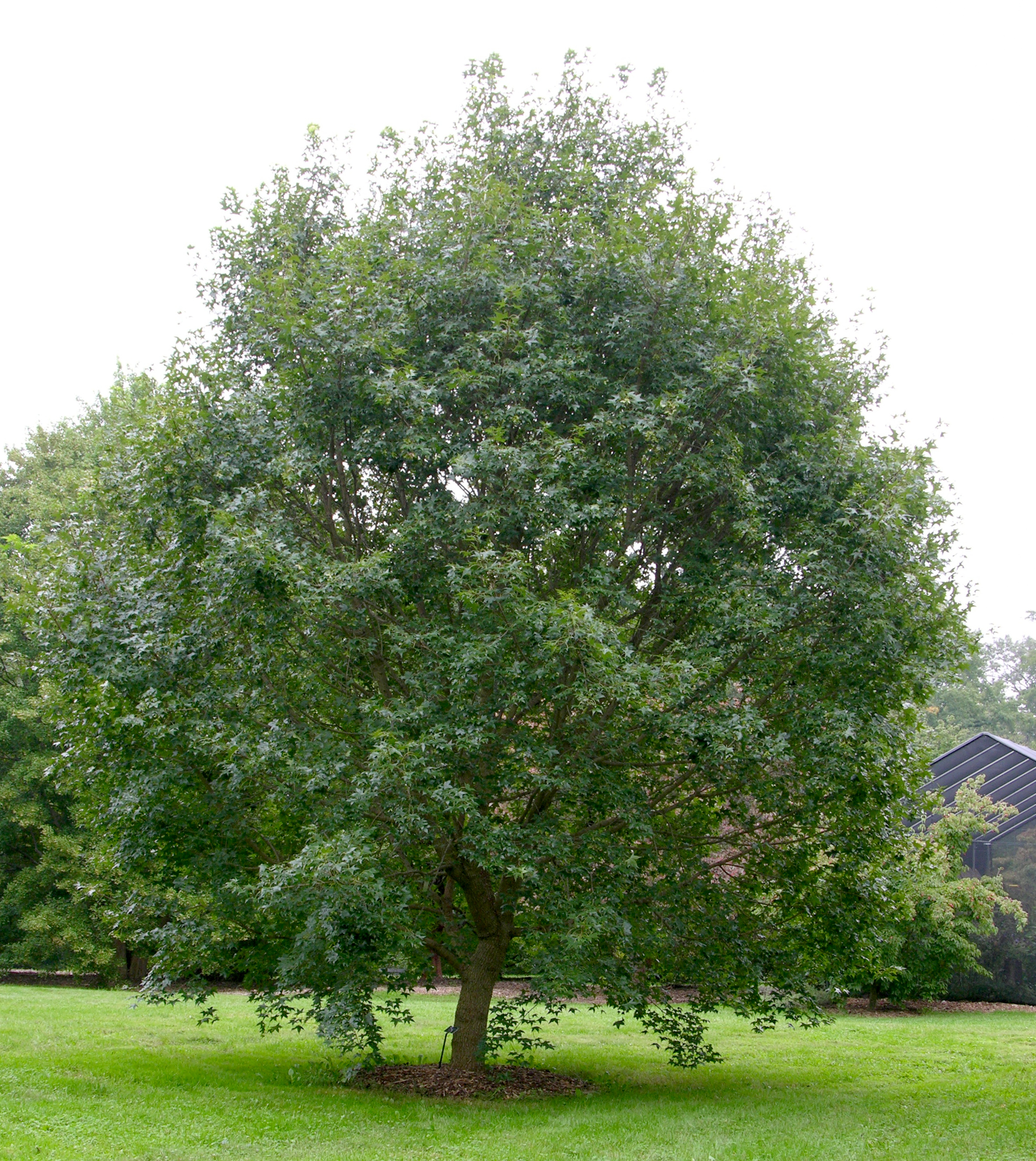
Pokrój

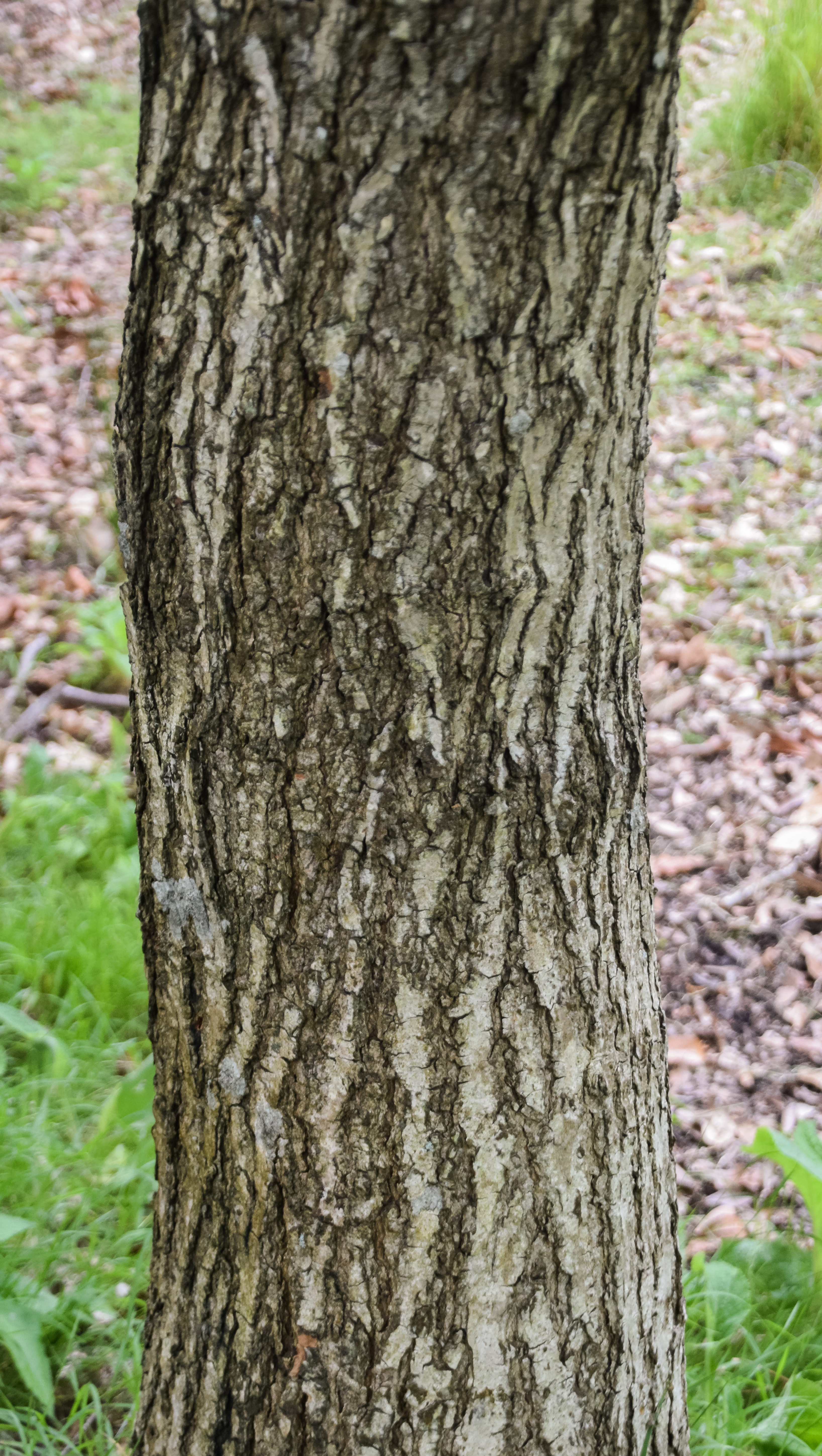
Kora

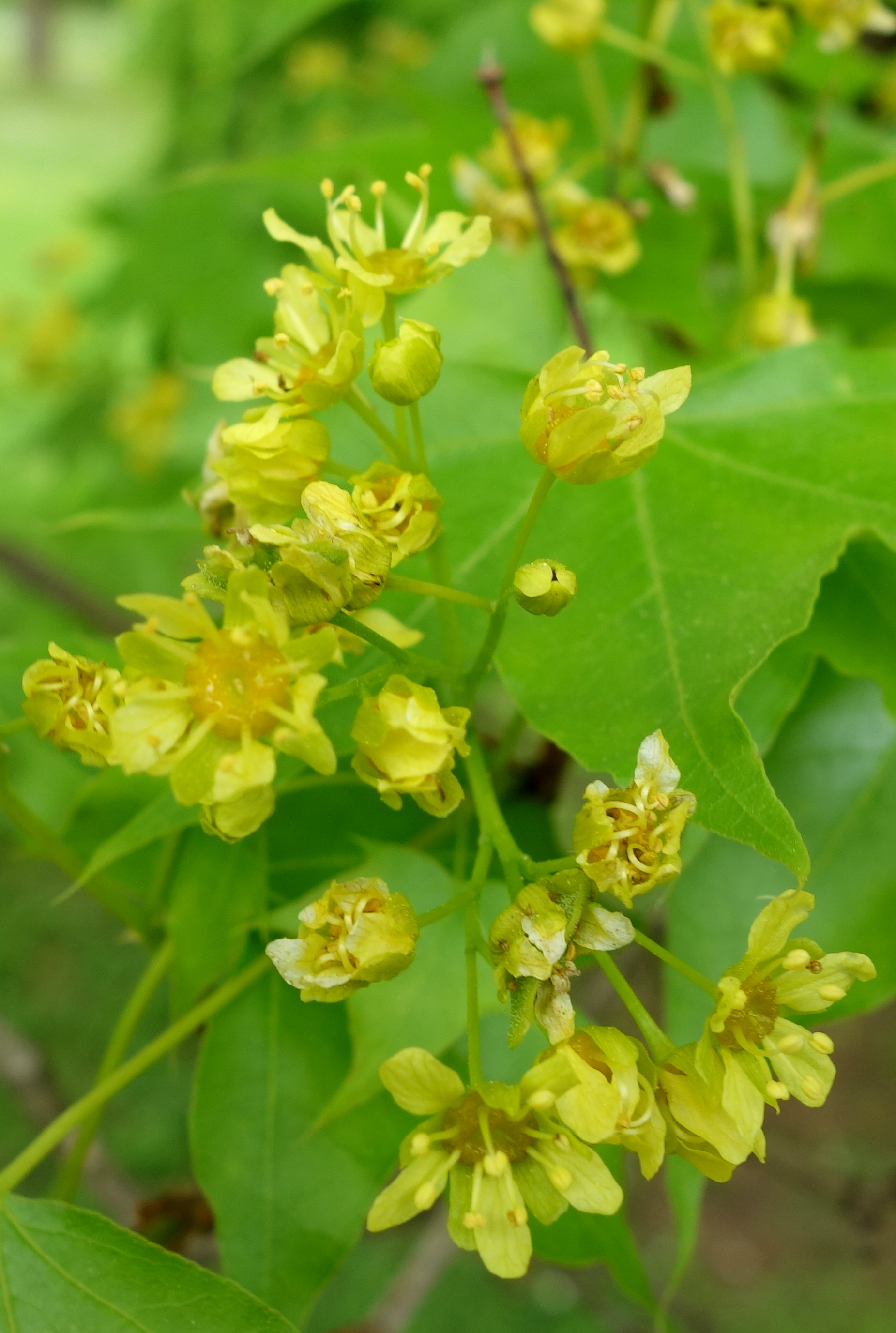
Kwiatostan

Klon ściętolistny (Acer truncatum) – gatunek rośliny z rodziny mydleńcowatych (Sapindaceae). Jest to małe drzewo występujące naturalnie w lasach wschodniej Azji od Chin po Półwysep Koreański i obwód amurski w Rosji. W różnych obszarach, zwłaszcza w Chinach, Japonii oraz w Ameryce Północnej bywa uprawiany jako roślina ozdobna, szczególnie zalecana ze względu na odporność na trudne warunki oraz niewielkie rozmiary do nasadzeń w miastach. W Chinach nasiona służyły jako surowiec do produkcji oleju jadalnego. Odkryto także szereg zastosowań medycznych tego gatunku.

## Rozmieszczenie geograficzne
Zasięg tego gatunku obejmuje w Azji Wschodniej część Rosji (obwód amurski i Sachalin), Półwysep Koreański oraz w Chinach prowincje i regiony autonomiczne: Gansu, Hebei, Henan, Jiangsu, Jilin, Liaoning, Mongolia Wewnętrzna, Shaanxi, Shanxi, Szantung. W północnych Chinach jest gatunkiem szeroko rozpowszechnionym. W Chinach, w Japonii oraz w Europie i Ameryce Północnej bywa uprawiany jako roślina ozdobna. W Polsce podawany był z kolekcji ogrodów botanicznych i arboretów (z Kórnika, Rogowa i z Ogrodu Botanicznego w Poznaniu).

## Morfologia
PokrójJest to małe drzewo osiągające 4–8 m wysokości (rzadko do 10 m). Koronę ma rozłożystą (osiąga 3–5 m szerokości), dość gęstą i jednolitą. Kora jest chropowata – jest najbardziej szorstka i popękana spośród wszystkich klonów. Kora na starszych gałęziach i pniu ma szaro-brązową barwę, natomiast nagie, młode gałązki mogą mieć purpurowy odcień. Pąki są owalne i bardzo małe, z 2 lub 3 parami łusek.
KorzenieBardzo głębokie.
LiścieNaprzeciwległe, o blaszce liściowej 5-, rzadko 7-klapowej. Klapy są głęboko wcięte, trójkątnie-owalne lub trójkątnie-lancetowate, z długo wyciągniętymi końcami. Dolny brzeg klap nasadowych znajduje się w jednej osi – są ucięte (łac. truncatus), ew. płytko tylko sercowate. Błyszcząca i sztywna blaszka ma 5–10 cm długości i 12 cm szerokości. Jest całobrzega (czasem tylko liście z długopędów na środkowej klapie mają dwie małe klapki). Liście są nagie z wyjątkiem małych kępek włosków (domacjów) u nasady blaszki w kątach nerwów. Z ogonków liścia po jego przerwaniu wypływa sok mleczny. Liście pojawiające się wiosną mają brązowy lub czerwonobrązowy kolor, latem są obustronnie zielone, natomiast jesienią przebarwiają się na odcienie żółci i pomarańczy akcentowane przez czerwienie i fiolety. Blaszka liściowa osadzona jest na ogonku o długości 3–9 cm. Z powodu długich ogonków liście często trzepoczą na wietrze.
KwiatyZielonkawo-żółte, o średnicy 1 cm, zebrane są w wyprostowane baldachogrona.
OwoceCzerwono zabarwione skrzydlaki o długości około 3 cm, ustawione pod kątem prostym lub rozwartym do siebie. Charakterystyczną cechą gatunku są krótkie skrzydełka równe mniej więcej spłaszczonemu orzeszkowi.
Gatunki podobneMylony jest najczęściej z klonem mono (różni się pędami żółto-brązowymi i spękanymi) i klonem kolchidzkim (różni się odrostami). Z kolei identyczny niemal z liści klon Lobela oraz Acer mayri mają skrzydlaki ze skrzydełkami ponad 2-krotnie dłuższymi od orzeszka.

## Systematyka
Gatunek blisko spokrewniony z klonem Lobela i Acer pictum, klasyfikowany do sekcji Platanoidea rodzaju klon. Przez niektórych systematyków uznawany za podgatunek Acer pictum subsp. truncatum. Pierwszy opis naukowy wyróżniający ten takson w randze gatunku sporządził Alexander Bunge w 1833 roku, bazując na materiale zielnikowym zebranym w 1831 roku podczas wyprawy botanicznej na północ od Pekinu.
SynonimyUznawaną za ważną nazwą naukową dla klona ściętolistnego jest Acer truncatum Bunge. Jednak ten gatunek posiada liczne synonimy:
- Acer cappadocicum subsp. truncatum (Bunge) A.E.Murray
- Acer laetum var. truncatum (Bunge) Regel
- Acer lobelii var. platanoides Miyabe
- Acer lobelii subsp. truncatum (Bunge) Wesm.
- Acer lobulatum Nakai
- Acer lobulatum var. rubripes Nakai
- Acer pictum var. truncatum (Bunge) Chin S.Chang
- Acer pictum subsp. truncatum (Bunge) A.E. Murray
- Acer platanoides var. truncatum (Bunge) Gams
- Acer truncatum var. acuminatum X.M. Liu
- Acer truncatum f. barbinerve Schwer.
- Acer truncatum var. beipiao S.L.Tung
- Acer truncatum f. cordatum L.S.Tung
- Acer truncatum var. nudum Schwer.

Zmienność i mieszańceWraz z rosnącą popularnością w stosowaniu jako rośliny przyulicznej wyróżniane są różne odmiany uprawne. Szereg kultywarów wyselekcjonowanych zostało z roślin powstałych w wyniku zmieszania z odmianami uprawnymi klonu zwyczajnego (A. platanoides). Cechują się one barwnym ulistnieniem, szybszym wzrostem, regularną, wzniesioną koroną osadzoną na pojedynczym pniu i odziedziczonymi po klonie ściętolistnym niewielkimi rozmiarami:
- 'Crimson Sunset' – odmiana pochodzenia mieszańcowego od kultywaru A. platanoides 'Crimson King',
- 'Norwegian Sunset' – odmiana pochodzenia mieszańcowego od kultywaru A. platanoides 'Keithsform',
- 'Pacific Sunset' – odmiana pochodzenia mieszańcowego od kultywaru A. platanoides 'Warrenred',
- 'Main Street' – jest wyselekcjonowaną odmianą (nie mieszańcową) wyróżniającą się kulistą koroną i intensywnie pomarańczową barwą jesienną liści,
- 'Akikaze nishiki' – jest wyselekcjonowaną odmianą (nie mieszańcową) wyróżniającą się pstrymi liśćmi biało-zielonymi.

## Biologia i ekologia
RozwójSiewki klona ściętolistnego rozwijają się nie wysuwając liścieni nad powierzchnię gruntu (kiełkowanie hipogeiczne jest u tego gatunku wyjątkowe wśród klonów). Drzewa wcześnie rozpoczynają wegetację. Kwitną w kwietniu, a owoce dojrzewają w sierpniu. Cechują się umiarkowanym tempem wzrostu. Pozostawione w formie naturalnej wyrastają na niewysokie, często wielopniowe drzewko. Przycinając można nadać mu formę jednopniowego drzewa.
EkologiaRośnie w lasach na terenach nizinnych oraz na łagodnych stokach wzniesień do 900 m n.p.m. Występuje w domieszce jako częsty składnik zboczowych lasów wiązowców oraz w lasach liściastych z dominacją różnych gatunków dębów: Quercus mongolica, Quercus liaotungensis, Quercus variabilis, na glebach brązowych, wapiennych oraz wzniesieniach lessowych. Rośnie także we wtórnych lasach osikowych z dominacją Populus davidiana oraz w zaroślach z dominacją Prunus sibirica porastających suche zbocza.

## Zastosowanie
Gatunek ma zastosowanie komercyjne – uprawiany jest jako roślina ozdobna w Europie i Ameryce Północnej, także jako bonsai. W wielkich miastach chińskich, m.in. w Pekinie jest jednym z najbardziej rozpowszechnionych drzew używanych w nasadzeniach przyulicznych. Ze względu na tolerancję na warunki ekologiczne, niewielkie rozmiary i regularny, gęsty pokrój, zalecany jest do nasadzeń miejskich, przyulicznych, zwłaszcza tam, gdzie większe gatunki nie mogą być użyte. W Chinach służy także do zalesień chroniących przed pustynnieniem zachodnią część kraju. Dostarcza pożytku dla pszczół.
W latach 70. XX wieku w Chinach z nasion tego gatunku, które w liścieniach zawierają do 48% olejów, uzyskiwano olej jadalny. Wraz z rozpowszechnianiem się uprawy tego gatunku odkrywano kolejne jego właściwości. Stwierdzono m.in. działanie lecznicze składników liści i uzyskiwanych z nich ekstraktów. Pozwalają one obniżyć poziom cukru we krwi działając leczniczo przy hiperglikemii, zmniejszają łaknienie, pozwalając leczyć otyłość. Potwierdzono także działanie przeciwbakteryjne i przeciwnowotworowe. Gatunek jest źródłem wielu substancji chemicznych, m.in. należy do nielicznych roślin zawierających kwas nerwonowy, który u tego gatunku stanowi ok. 5% oleju zawartego w nasionach.

## Uprawa
HistoriaPierwsze nasiona tego gatunku trafiły do Europy w 1881 roku wysłane z Chin do Królewskich Ogrodów Kew Gardens przez bałtyckiego Niemca Emila Bretschneidera. Długi czas gatunek ten pozostawał rośliną kolekcjonerską, uprawianą głównie w arboretach i ogrodach botanicznych. Na popularności zyskał jako roślina zalecana do nasadzeń w miastach w klimacie umiarkowanym po wyhodowaniu odmian uprawnych pochodzenia mieszańcowego z klonem zwyczajnym.
WymaganiaGatunek odporny na mróz – rośnie w strefach mrozoodporności od 4A do 8B. Wytrzymuje spadki temperatur do -25 °C. Jest odporny na niesprzyjające warunki siedliskowe, na silny wiatr, zanieczyszczoną glebę i powietrze (zanieczyszczenie dwutlenkiem siarki, fluorowodorem i pyłem). Dobrze toleruje miejskie warunki. Najlepiej rośnie na glebach kwaśnych lub lekko kwaśnych (5,6–6,5 pH), ale toleruje gleby zakwaszone i alkaliczne. Preferuje stanowiska słoneczne, ale toleruje również półcień. Dobrze rośnie na glebie przepuszczalnej i wilgotnej, jednak jest też tolerancyjny na suszę.
RozmnażanieNasiona zebrane po dojrzeniu wymagają dwumiesięcznej stratyfikacji, po czym przechowane w następnym roku dobrze kiełkują.
Choroby i szkodnikiBrak istotnych patogenów owadzich lub problemów chorobowych. Na liściach tego gatunku żerują larwy motyli z rodzaju Caloptilia (rodzina kibitnikowate Gracillariidae).